# Wormleysburg
Wormleysburg é um distrito localizado no estado norte-americano de Pensilvânia, no Condado de Cumberland.

## Demografia
Segundo o censo norte-americano de 2000, a sua população era de 2607 habitantes.
Em 2006, foi estimada uma população de 2647, um aumento de 40 (1.5%).

## Geografia
De acordo com o United States Census Bureau tem uma área de
2,4 km², dos quais 2,4 km² cobertos por terra e 0,0 km² cobertos por água.

## Localidades na vizinhança
O diagrama seguinte representa as localidades num raio de 4 km ao redor de Wormleysburg.